# 역전 출신 용팔이
"역전 출신 용팔이"는 한국에서 제작된 설태호 감독의 1970년 영화이다. 박노식 등이 주연으로 출연하였고 한갑진 등이 제작에 참여하였다.

## 출연

### 주연
- 박노식
- 최지희
- 장혁
- 김청자

## 기타
- 조명: 김연
- 미술: 박석인